# تشبقان
تشبقان هي قرية في مقاطعة مشكين شهر، إيران. يقدر عدد سكانها بـ 334 نسمة بحسب إحصاء 2016.